# Miguel Ángel Neira
Miguel Ángel Neira Pincheira (10 de outubro de 1952) é um ex-futebolista chileno. Ele defendeu a seleção chilena em 45 jogos (1976, 1979, 1981-1983, 1985) e 4 gols marcados:
- 5 na Copa América em 1979;
- 10 Eliminatórias da Copa do Mundo (3 em 1981 (1 gol) e 7 em 1985);
- 3 na Copa do Mundo de 1982 e 1 gol e
- 27 amistosos e 2 gols.

Ele jogou em 4 clubes:
- Huachipato (1974-1975)
- Unión Española (1976-1977)
- O'Higgins (1978-1980)
- Universidad Católica (1981-1987)
- O'Higgins (1988)

## Títulos
Huachipato
- Campeonato Chileno: 1974

Unión Española
- Campeonato Chileno: 1977

Universidad Católica
- Campeonato Chileno: 1983, 1984 e 1987